# Người Achaea
Achaean (tiếng Hy Lạp: Ἀχαιοί, Akhaioí) là một trong các tên gọi chung cho người Hy Lạp trong sử thi Iliad và Odyssey của Homer. Các tên khác là Danaans (Δαναοί, được dùng 138 lần trong Iliad) và Argives (Ἀργεῖοι, sử dụng 29 lần trong Iliad). Trong lịch sử, Achaeans là các cư dân của vùng Achaea, nằm ở phần phía bắc của Peloponnese. Các thành bang của vùng này lập nên một liên minh gọi là liên minh Achaean tạo nên ảnh hưởng vào thế kỷ thứ 3 và thứ 2 trước công nguyên.

## Mô tả
Achaeans là một trong bốn bộ tộc chính cư trú tại lục địa Hy Lạp cổ (Achaeans, Aeolians, Ionians, Dorians). Achaeans trở thành đại diện cho toàn bộ Hy Lạp trong truyền khẩu qua các tác phẩm Homer, cách dùng trước đó chưa được xác định.
Người "Achaeans tóc dài" trong các tác phẩm của Homer có lẽ là một bộ phận của văn minh Mycenaean thống trị Hy Lạp từ khoảng năm 1600 TCN, có lịch sử là một chủng tộc Hy Lạp cổ (Hellenic) nhập cư vào cuối thiên niên kỷ thứ 3 trước công nguyên. Có giả thuyết cho rằng người Achaeans chưa từng định cư tại Hy Lạp cho tới cuộc xâm lăng Dorian vào thế kỷ 12 trước công nguyên. Có thể các lãnh đạo người Achaeans trong các tác phẩm của Homer đã nắm quyền lực trong thế giới Mycenaean nhưng bị thay thế sau đó bởi người Dorians. Herodotus nhận định những người Achaeans ở phía bắc Peloponnese như hậu duệ của những người Achaeans ban đầu này.
Các học giả vẫn chưa tìm được sự nhất trí về nguồn gốc của người Achaeans trong lịch sử, và đây vẫn là một vấn đề gây tranh cãi nóng bỏng.
- Các phỏng đoán trước đây về một chủng tộc, trong đó John A. Scott đã có một bài báo về người Achaean tóc vàng, so với tóc tối của Poseidon "Địa Trung Hải", căn cứ vào các dấu hiệu của Homer, đã bị gạt sang một bên.
- Giả thuyết đối lập, qua sự tìm hiểu các sử thi Homer, cho rằng Achaeans là tên không gắn liền với một đất nước nào, là một tộc người được tạo ra do truyền thống sử thi, hiện đang có được sự ủng hộ của những người cho rằng "Achaeans" đã được định nghĩa lại vào thế kỷ năm, như là tập hợp những người cùng nói tiếng Hy Lạp Aeolic.
- Giáo sư Karl Beloch đề xuất rằng không có cuộc xâm lăng Dorian nào cả, mà người Dorians Peloponnesian là người Achaeans.
- Không đồng tình với Beloch, giáo sư Eduard Meyer cho rằng người Achaeans trên thực tế là người Hy Lạp – tiền Dorians trên lục địa. Kết luận của ông được dựa trên sự nghiên cứu về sự tương đồng giữa ngôn ngữ Achaeans và Arcadians tiền sử.
- Giáo sư William Prentice không đồng ý với cả hai, cho rằng các chứng cứ khảo cổ cho thấy người Achaeans nhập cư từ phía nam tiểu Á vào Hy Lạp, có lẽ định cư trước tiên ở hạ Thessaly trước năm 2000 TCN.